# Iwanhrad
Iwanhrad (ukr. Іванград) – wieś na Ukrainie, w obwodzie donieckim, w rejonie bachmuckim. W 2001 liczyła 167 mieszkańców, spośród których 88 posługiwało się językiem ukraińskim, a 79 rosyjskim.